# Magallanes (Sorsogon)
Magallanes is een gemeente in de Filipijnse provincie Sorsogon in het zuidoosten van het eiland Luzon. Bij de laatste census in 2007 had de gemeente ruim 34 duizend inwoners.

## Geografie

### Bestuurlijke indeling
Magallanes is onderverdeeld in de volgende 34 barangays:
| - Aguada Norte - Aguada Sur - Anibong - Bacalon - Bacolod - Banacud - Behia - Biga - Binisitahan del Norte - Binisitahan del Sur - Biton - Bulala | - Busay - Caditaan - Cagbolo - Cagtalaba - Cawit Extension - Cawit Proper - Ginangra - Hubo - Incarizan - Lapinig - Magsaysay | - Malbog - Pantalan - Pawik - Pili - Poblacion - Salvacion - Santa Elena - Siuton - Tagas - Tulatula Norte - Tulatula Sur |

## Demografie
Magallanes had bij de census van 2007 een inwoneraantal van 34.418 mensen. Dit zijn 3.103 mensen (9,9%) meer dan bij de vorige census van 2000. De gemiddelde jaarlijkse groei komt daarmee uit op 1,31%, hetgeen lager is dan het landelijk jaarlijks gemiddelde over deze periode (2,04%). Vergeleken met de census van 1995 is het aantal mensen met 5.711 (19,9%) toegenomen.

De bevolkingsdichtheid van Magallanes was ten tijde van de laatste census, met 34.418 inwoners op 150,09 km², 229,3 mensen per km².

## In het nieuws
Bij een aardverschuiving begin mei 2009 als gevolg van tyfoon Dante wordt barangay Hubo bijna compleet verwoest. Hierbij komen 18 mensen om het leven.